# Career熱血署長
《Career熱血署長》，為2016年10月9日起毎週日晚間9:00－9:54於富士電視台聯播網播出的連續劇。本劇由玉木宏主演，是一部原創戲劇作品。

## 故事概要
毫無官僚氣息，完全不擺架子的和平主義者遠山金志郎（玉木宏 飾），接任北町署新任警察署長後，以「親自走訪現場了解案情」、「試著以嫌犯的心情了解為何嫌犯要犯案」的查案模式，釐清一件件懸而未決的刑事案件…

## 登場人物

### 主要人物
- 遠山金志郎：玉木宏（香港配音：黃啟昌）

具有國家公務員身分，北町署新就任的警察署長。階級是警視正。名字與江戶時代後期的幕臣、旗本（德川家康旗下名望最高的家臣）遠山景元的通稱「金四郎」日文發音相同，北町署刑事課的刑警私下稱他為「遠山的金先生」。親生父親是北町署警官櫻井周平。「遠山」為金志郎繼父的姓氏。
- 南洋三：高嶋政宏（青年時期：鈴之助）（香港配音：陳欣）

北町署刑事課的係長，老手刑警。階級是警部補。
- 相川實里：瀧本美織（香港配音：詹健兒）

北町署刑事課的新人刑警，階級是巡查。

### 北町署
- 松本秀樹：白洲迅（香港配音：李震權）

刑事課刑警，階級是巡查。
- 元山照夫：半海一晃（日语：半海一晃）（香港配音：林國雄）

刑事課的老手刑警，階級是巡查部長。
- 水口琢朗：平山祐介（日语：平山祐介）（香港配音：李錦綸）

刑事課刑警，階級是巡查長。
- 花岡市太郎：勝矢（香港配音：蕭徽勇）

刑事課刑警，階級是巡查長。
- 青木忍：松本岳（香港配音：黃積權）

制服警官，階級是巡查。
- 半田順二：柳澤慎吾（香港配音：葉振聲）

副署長，階級是警視。

### 南家
- 南綠：田中美奈子（日语：田中美奈子）（香港配音：許盈）

南的妻子。
- 南惠：駒井蓮（日语：駒井蓮）（香港配音：凌晞）

南的女兒。

### 其他
- 加納理香：知花久羅羅（日语：知花くらら）（香港配音：梁少霞）

瑜珈教室的指導老師。
- 櫻井周平：宇梶剛士（日语：宇梶剛士）（香港配音：招世亮）

金志郎的親生父親，階級是警部補，25年前遭到逃亡中的嫌犯槍擊殉職，享年44歲。
- 長下部晉介：近藤正臣（日语：近藤正臣）（香港配音：陳永信）

警視廳警務部長。階級是警視監。

### 各集登場人物

#### 第1集
- 藤堂保：濱田龍臣（香港配音：鍾見麟）

高中生。
- 飯塚正史：平岡拓真（日语：平岡拓真）（香港配音：鄧港文）

高中生。
- 藤堂保的父親：信太昌之（日语：信太昌之）（香港配音：朱子聰）
- 挾持巴士的男子[注 1]：相島一之（日语：相島一之）（香港配音：張炳強）

#### 第2集
- 大鳥友樹：松浦理仁（日语：松浦理仁）（香港配音：何寶珊）

參加「北町署兒童見習會」的幼童。
- 大鳥真理惠：霧島麗香（香港配音：曾秀清）

友樹的母親。
- 大鳥敦彥：飯田基祐（日语：飯田基祐）（香港配音：劉昭文）

友樹的父親。大鳥法律事務所的律師。

#### 第3集
- 奥田百合子：奥菜惠（日语：奥菜恵）（香港配音：鄭麗麗）

3年前老人安養機構「雙葉園」的看護。
- 城山信夫：柴田義之（香港配音：譚炳文）

獨居高齡者。接受「雙葉園」的日間照護服務。
- 城山夏彥：小林博（日语：小林博）（香港配音：陳廷軒）

城山信夫的兒子。
- 木暮忠臣：唐澤民賢（日语：唐沢民賢）（香港配音：黃子敬）

入住「雙葉園」的高齡者。
- 浦澤七重：久保田磨希（日语：久保田磨希）（香港配音：伍秀霞）

「雙葉園」的看護。

#### 第4集
- 秋嶋敬一：東根作壽英（日语：東根作寿英）（完結篇）（香港配音：陳廷軒）

警視廳地方本部長。北町署「北町女子高生誘拐事件」的指揮官。
- 佐佐木哲夫：大和田健介（日语：大和田健介）（香港配音：林筠翔）

影印機販賣出租公司銷售人員。因偷竊遭到南逮捕。

#### 第5集
- 小松平健介：新納慎也（日语：新納慎也）（香港配音：雷霆）

擔任知名連續劇「粗暴刑警」男主角的演員。以一日警察署長的身分造訪北町署。
- 春本茂樹：阪田雅信（日语：阪田マサノブ）（香港配音：潘文柏）

警視廳本部宣傳課長，階級是警視正。與小松平一同造訪北町署。
- 前園綾：上野夏妃（日语：上野なつひ）（香港配音：曾佩儀）

花店店員。小松平的前女友。
- 矢野静馬：山本圭祐（日语：山本圭祐）（香港配音：陳卓智）

演員。

#### 第6集
- 大橋佳奈子：山崎靜代（日语：山崎静代）（搞笑團體「南海甜心」）（香港配音：陸惠玲）

警察廳長官官房長的女兒。金志郎的相親對象。
- 大橋：大河內浩（日语：大河内浩）（香港配音：譚炳文）

警察廳長官官房長
- 吉野浩平：松尾諭（香港配音：劉昭文）

尋求幫助的市民。
- 伶奈：大塚千弘（香港配音：謝潔貞）

酒店「SEASIDE」的頭號女公關，假名花井朋子。

#### 第7集
- 寺岡朋世：黑谷友香（香港配音：曾秀清）

因丈夫是部長的部下，也必須與其他夫人團成員一樣對園子唯命是從。
- 石島園子：楠見薫（日语：楠見薫）（香港配音：袁淑珍）

部長夫人。
- 越後雅美：真下有紀（日语：真下有紀）（香港配音：蔡惠萍）

園子的跟班。
- 湯澤玉惠：今野麻美（香港配音：陸惠玲）

園子的跟班。
- 須賀直也：小久保壽人（日语：小久保寿人）（香港配音：曹啟謙）

「PIZZERIA MAR－DE NAPOLI」的店員。
- 寺岡太郎：石原善暢（日语：石原善暢）（香港配音：蘇強文）

朋世的丈夫。
- 江藤義久：田中博之（日语：夙川アトム）（香港配音：張方正）

因毆打大學生而向警方自首的上班族。

#### 第8集
- 春日亮平：高橋光臣（小學時期：大山蓮斗）（第9集）（香港配音：鄧志堅）

吾郎的兒子。25年前就讀小學時，曾得到櫻井警部補的幫助。
- 春日吾郎：田山涼成（日语：田山涼成）（香港配音：盧國權）

匯款詐騙（通稱「是我是我詐騙」）案的被害人。
- 矢澤春香：丸岡真由子（香港配音：李潤知）

因業務侵占罪遭到相川刑事以嫌疑犯身分逮捕。
- 林：岩井拳士朗（香港配音：陳成港）

匯款詐騙集團成員，在收受詐騙匯款時遭逮捕。
- 藤本和樹：袴田吉彦（日语：袴田吉彦）（香港配音：麥皓豐）

匯款詐騙集團的首領。
- 該隱（カイト）、亞伯（ベル）[注 2]：小林美友、小林莉緒

迷路的雙胞胎姊妹。
- 矢作梓：倉科加奈（連續劇《該隱與亞伯》）[注 3]（香港配音：劉惠雲）

出手幫助迷路雙胞胎姊妹的女子。

#### 第9集
- 水谷沙織：黑川芽以（日语：黒川芽以）（香港配音：劉惠雲）

美髮沙龍「Beige」美容師，因前男友的跟蹤行徑而向警察求助。
- 岡崎隆之：中村倫也（香港配音：李凱傑）

沙織的前男友。
- 坂本浩二：川嶋秀明（完結篇）（香港配音：馮志輝）

前警察，25年前事件中被搶奪配槍，事件後引咎辭職。
- 中里拓：衣笠友裕

25年前殺害女友及槍殺櫻井周平的嫌疑犯。
- 中里晴美：吉田幸矢（香港配音：林丹鳳）

中里拓的母親。
- 原圭子：橘伶亞

中里拓的女友。
- 橫山宏明：安住啟太郎
- 桐島幹彦：中丸新將（日语：中丸新将）（完結篇）（香港配音：張炳強）

25年前事件發生時為警視廳副總監。
- 桐島真司：中村俊介（日语：中村俊介）（完結篇）（香港配音：蘇強文）

桐島幹彦的兒子。「AMBOISE de kirishima」的負責人。

#### 完結篇
- 真鍋正造：國廣富之（日语：国広富之）（香港配音：朱子聰）

警視廳副總監。
- 高瀬：木村靖司（日语：木村靖司）

警視廳警視監。
- 野上：佐佐木省三（日语：佐々木省三）

警視廳警視監。

## 製作團隊
- 劇本：小山正太、關繪里香
- 導演：石川淳一、山内大典、木下高男
- 音樂：橘麻美
- 主題歌：GReeeeN「暁の君に」（日本環球音樂）[5]
- 開場旁白：小柳良寛
- 警察顧問：古谷謙一、柳澤昌宏
- 動作指導：釼持誠
- 瑜珈顧問：YMC Medical trainer school
- 編審企劃：中野利幸
- 製作人：永井麗子（共同電視）[4]
- 製作： 富士電視台
- 製作出品：共同電視

## 播出日程
| 各集                                                    | 播出日期 | 標題 | 中文標題                         | 劇本              | 導演     | 收視率 | 備註         |
| ------------------------------------------------------- | -------- | ---- | -------------------------------- | ----------------- | -------- | ------ | ------------ |
| 第1集                                                   | 10月9日  |      | 新英雄誕生！署長親自解決事件！！ | 小山正太 關繪里香 | 石川淳一 | 7.9%   | 15分鐘加長版 |
| 第2集                                                   | 10月16日 |      | 華麗地懲罰家暴丈夫！             | 小山正太 關繪里香 | 石川淳一 | 6.2%   |              |
| 第3集                                                   | 10月23日 |      | 豁出性命的惡女的秘密！           | 關繪里香          | 山内大典 | 7.4%   |              |
| 第4集                                                   | 10月30日 |      | 遭到隱瞞的驚人真相！             | 小山正太          | 山内大典 | 6.9%   |              |
| 第5集                                                   | 11月7日  |      | 給予下流男痛快的一擊！           | 關繪里香          | 石川淳一 | 7.7%   |              |
| 第6集                                                   | 11月13日 |      | 因同情犯人而做出顧其情面的判決！ | 小山正太          | 木下高男 | 7.2%   |              |
| 第7集                                                   | 11月20日 |      | 嚴詞糾正主婦們的欺凌行為！       | 關繪里香          | 山内大典 | 6.8%   |              |
| 第8集                                                   | 11月27日 |      | 遭到隱瞞的驚人事實！             | 小山正太          | 石川淳一 | 7.9%   |              |
| 第9集                                                   | 12月4日  |      | 真相大白所付出的代價！           | 關繪里香          | 山内大典 | 7.0%   |              |
| 完結篇                                                  | 12月11日 |      | 遏止在櫻花紛飛時犯下的惡行       | 小山正太          | 石川淳一 | 6.6%   |              |
| 平均收視率 7.2%（收視率由Video Research於關東地區統計） |          |      |                                  |                   |          |        |              |

## 外部連結
- 《Career熱血署長》－富士電視台官方網站（页面存档备份，存于）
- 《Career熱血署長》－富士電視台官方預告片（页面存档备份，存于）

| 日本 富士電視台 週日連續劇                              | 日本 富士電視台 週日連續劇                 | 日本 富士電視台 週日連續劇 |
| ------------------------------------------------------- | ------------------------------------------ | -------------------------- |
|                                                         | Career熱血署長 （2016.10.09 - 2016.12.11） |                            |
| HOPE ～期待值零的新進員工～ （2016.07.17 - 2016.09.18） | 大貧窮 （2017.01.08 - 2017.03.12）         |                            |

| 香港 無綫網絡電視日劇台 星期二 13:30 - 14:30、16:30 - 17:30、19:30 - 20:30及22:30 - 23:30 | 香港 無綫網絡電視日劇台 星期二 13:30 - 14:30、16:30 - 17:30、19:30 - 20:30及22:30 - 23:30 | 香港 無綫網絡電視日劇台 星期二 13:30 - 14:30、16:30 - 17:30、19:30 - 20:30及22:30 - 23:30 |
| ----------------------------------------------------------------------------------------- | ----------------------------------------------------------------------------------------- | ----------------------------------------------------------------------------------------- |
|                                                                                           | 一哥出更 （2017.01.24 - 2017.03.28）                                                        |                                                                                           |
| （2016.11.22 - 2017.01.17）                                                               | 求職家族 （2017.04.04 - 2017.05.30）                                                      |                                                                                           |